# Teoria do vermelho inesperado

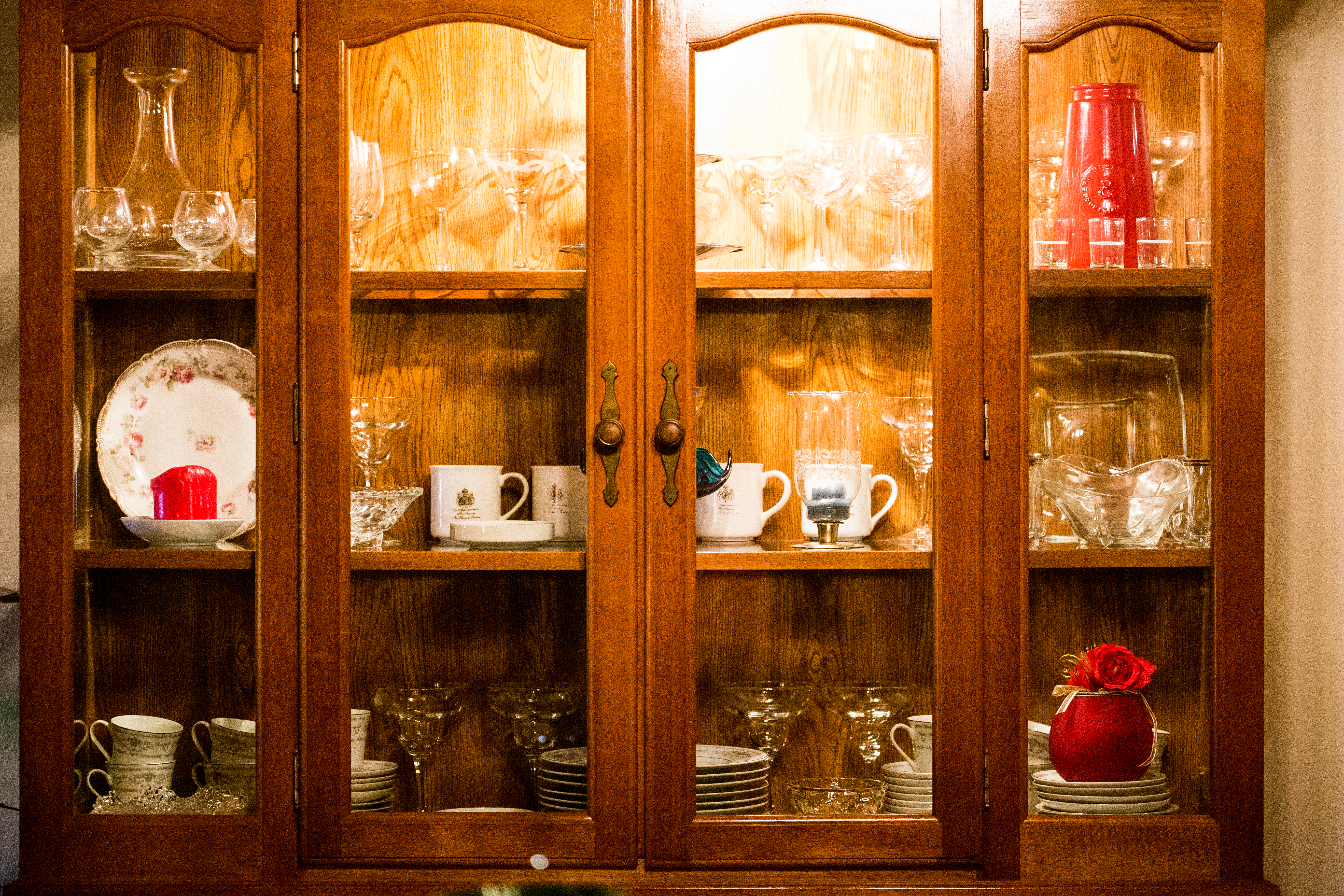
Objetos vermelhos numa cristaleira.

A teoria do vermelho inesperado é uma teoria de design que afirma que a incorporação de acessórios domésticos de cor vermelha pode melhorar o design de interiores. Cunhada por Taylor Migliazzo Simon, um designer baseado em Williamsburg, Brooklyn, a teoria alcançou popularidade pela primeira vez na plataforma de mídia social TikTok em janeiro de 2024 e, eventualmente, recebeu ampla cobertura em várias revistas de design.

## Análise crítica e recepção
Jornalistas e publicações de design criaram listas para destacar espaços interiores, como casas e hotéis, que refletem a teoria.
Na revista Real Simple, a jornalista Morgan Noll escreveu que "o vermelho é uma das cores mais visíveis no espectro de cores, por isso tem uma forte capacidade de chamar a atenção e atrair o olhar".
No The Daily Telegraph, Sophie Robinson, uma designer, criticou que “você não pode simplesmente adicionar vermelho a qualquer ambiente – não é tão simples assim. Pode parecer chocante.”